# Embamunaigas
Embamunaigas (kasachisch Ембімұнайгаз, russisch Эмбамунайгаз) ist ein kasachisches Mineralölunternehmen mit Sitz in Atyrau. Es fördert Erdöl und -gas im Gebiet Atyrau im Westen Kasachstans und ist ein Tochterunternehmen von KazMunayGas Exploration Production.

## Geschichte
Die Geschichte des Unternehmens begann mit der geologischen Erkundung des Eskenefeldes Ende des 19. Jahrhunderts. Im folgenden Jahr begannen die ersten Bohrungen in den Gegenden um die heutigen Orte Dossor, Karaton, Maqat und Karashungul und 1899 wurde am Feld Karashungul das erste Erdöl gefördert. Dies war der Beginn der Erdölförderung auf kasachischen Boden. Am 10. April 1912 wurde mithilfe ausländischer Investitionen das Unternehmen Emba gegründet. 1915 begann die Förderung am Feld Maqat. 1922 wurde zur Entwicklung der Felder Dossor und Maqat der Konzern Embaneft gegründet.
Nach der Unabhängigkeit Kasachstans wurde 1993 die Aktiengesellschaft Embamunaigas geschaffen. 1999 fusionierte das Unternehmen mit Tengizmunaigas zu Kazakhoil-Emba, eine Tochtergesellschaft des neu formierten staatlichen Erdölunternehmen Kazakhoil. 2002 wurde es erneut in Embamunaigas umbenannt. 2004 wurde durch die Fusion von Embamunaigas und Uzenmunaigas das neue Unternehmen KazMunayGas Exploration Production (KMG EP) geschaffen; Embamunaigas wurde von einem eigenständigen Unternehmen in einen Produktionszweig umgewandelt.
Embamunaigas wurde als eigenständiges Unternehmen am 27. Februar wiedergegründet. Zuvor war es als Produktionszweig acht Jahre lang in KazMunayGas Exploration Production integriert gewesen. Am 1. Oktober 2012 begann die Produktion, nachdem die Untergrundrechte von KMG EP auf Embamunaigas übertragen wurden.

## Struktur
Embamunaigas ist ein Tochterunternehmen von KazMunayGas Exploration Production, wiederum ein Unternehmen von KazMunayGas. Es gliedert sich in vier Produktionsabteilungen im Gebiet Atyrau, die an verschiedenen Feldern Erdöl und Erdgas fördern:
| Name            | Fördermenge Erdöl [tausend t] | Fördermenge Erdöl [tausend t] | Fördermenge Erdöl [tausend t] | Fördermenge Erdöl [tausend t] | Fördermenge Erdöl [tausend t] | Fördermenge Erdöl [tausend t] |
| Name            | 2014                          | 2015                          | 2016                          | 2017                          | 2018                          | 2019                          |
| --------------- | ----------------------------- | ----------------------------- | ----------------------------- | ----------------------------- | ----------------------------- | ----------------------------- |
| Dossormunaigas  | 404,7                         | 411,8                         | 404,3                         | 371,5                         | 366,5                         | 365,8                         |
| Kainarmunaigas  | 490,9                         | 488,4                         | 484,4                         | 479,9                         | 474,8                         | 490,2                         |
| Zhaiykmunaigas  | 962,6                         | 960,3                         | 954,2                         | 953,7                         | 944,2                         | 923,3                         |
| Zhylyoimunaigas | 964,5                         | 962,6                         | 989,1                         | 1034,9                        | 1109,9                        | 1120,4                        |